# 莫洛扎瓦
51°53′2″N 31°22′23″E / 51.88389°N 31.37306°E
莫洛扎瓦（烏克蘭語：Моложава），是烏克蘭北部的村莊，隸屬切爾尼希夫州的切爾尼希夫區。該村面積1平方公里，海拔高度153米，2001年人口123，人口密度每平方公里123人。